# Kangoeroes Basket Mechelen in het seizoen 2019/20
Het seizoen 2019/2020 was het 11e jaar in het bestaan van de Mechelse basketbalclub Kangoeroes Basket Mechelen sinds de fusie in 2009. 

## Verloop
De club kende een volledige nieuwe kern op Bram Bogaerts na. Nieuwe spelers werden: Terry Deroover, Griffin Kinney, Armon Fletcher, Idris Lasisi, Vic Van Oosterwyck, Rayshawn Simmons, Marvin Clark, Shavon Coleman, Raphaël Morini en Jito Kok. Eind september 2019 tekende ook nog de Amerikaan Eric Stuteville nadat Griffin Kinney werd doorgestuurd na twee wedstrijden. Door de coronacrisis werd de competitie in maart 2020 stopgezet, op dat ogenblik was Mechelen zevende in de competitie.
In de beker van België verloren ze in de achtste finales van Okapi Aalst.

## Ploeg
Antwerp Giants ·
Kangoeroes Basket Mechelen ·
Leuven Bears ·
Liège Basket ·
Limburg United ·
Okapi Aalst ·
Oostende ·
Basic-Fit Brussels ·
Union Mons-Hainaut ·
Spirou Charleroi